# Нові Козловиці
Нові Козловиці (пол. Nowe Kozłowice) — село в Польщі, у гміні Віскітки Жирардовського повіту Мазовецького воєводства.
Населення — 477 осіб (2011).
У 1975-1998 роках село належало до Скерневицького воєводства.

## Демографія
Демографічна структура станом на 31 березня 2011 року:
|          | Загалом | Допрацездатний вік | Працездатний вік | Постпрацездатний вік |
| -------- | ------- | ------------------ | ---------------- | -------------------- |
| Чоловіки | 240     | 54                 | 158              | 28                   |
| Жінки    | 237     | 33                 | 149              | 55                   |
| Разом    | 477     | 87                 | 307              | 83                   |